# Michael Huber
Michael Huber (Loitersdorf, 27 settembre 1727 – Lipsia, 15 aprile 1804) è stato un filologo, storico della letteratura, scrittore e traduttore tedesco.

## Biografia
Huber si fece conoscere tramite le traduzioni in francese di autori tedeschi contemporanei.
In particolare sue sono le traduzioni della Storia dell'arte nell'antichità (Geschichte der Kunst des Alterthums, 1763) di Winckelmann come anche delle opere di Gotthold Ephraim Lessing, Friedrich Gottlieb Klopstock, Christoph Martin Wieland, Johann Peter Uz, Johann Wilhelm Ludwig Gleim, Anna Louisa Karsch e di altri.
È il padre di Ludwig Ferdinand Huber giornalista e scrittore tedesco.

## Opere
- Choix de poésies allemandes (4 voll., 1766)
- Notices générales des graveurs, divisés par nations, et des peintres rangés par écoles, précédées de l'histoire de la gravure et de la peinture depuis l'origine de ces arts jusqu'à nos jours, et suivies d'un catalogue raisonné d'une collection choisie d'estampes. J.G.I. Breitkopf, Dresda/Lipsia 1787.
- Verzeichnis einer Sammlung von Kupferstichen alter und neuer Meister, welche nach … [dem] 17. Oct. 1803 verauctionirt werden soll. Rostische Kunsthandlung, Lipsia 1803.
- Huber und Rost: Handbuch für Kunstliebhaber u. Sammler über die vornehmsten Kupferstecher und ihre Werke. ..., Zürich (4 Bde., 1796–1799)[1]
- Handbuch für Kunstliebhaber und Sammler (8 voll., 1796–1804)
- M. Huber, C. C. H. Rost, C. J. Martini (ed.), Manuel des curieux et des amateurs de l'art, contenant une notice abrégée des principaux graveurs, et un catalogue raisonné de leurs meilleurs ouvrages; depuis le commencement de la gravure jusques à nos jours: les artistes rangés par ordre chronologique, et divisés par école. Gessner/Fuesslin, Zurigo 1797–1808.